# Revue archéologique de l'Est
La Revue archéologique de l’Est est une revue scientifique publiant des études archéologiques concernant l'Est et le Centre-Est de la France.
Dans un volume annuel de 300 à 400 pages, la revue publie les résultats les plus importants des recherches archéologiques menées dans l’Est et le Centre-Est (Alsace, Bourgogne, Champagne-Ardenne, Franche-Comté, Lorraine et nord de Rhône-Alpes). C’est une des revues interrégionales d’archéologie soutenues par le ministère de la Culture et le CNRS. Fondée en 1950, elle est éditée par la Société archéologique de l’Est (SAE).
Revue archéologique de l’Est est une revue dont les numéros de plus de 1 an sont disponibles en accès libre sur le portail OpenEdition Journals.